# Microdon digitator
Microdon digitator är en tvåvingeart som först beskrevs av Hull 1937.  Microdon digitator ingår i släktet myrblomflugor, och familjen blomflugor. Inga underarter finns listade i Catalogue of Life.